# Штейнгартовский район
Штейнгартовский район — административно-территориальная единица в составе Азово-Черноморского и Краснодарского краёв, существовавшая в 1934—1953 годах. Центр — станица Шкуринская
Штейнгартовский район был образован 28 декабря 1934 года в составе Азово-Черноморского края. В его состав вошли 6 сельсоветов: Большекозинский, Канеловский, Красносельский, Роза-Люксембургский, Тауруп-Звездочанский и Шкуринский.
13 сентября 1937 года Штейнгартовский район вошёл в состав Краснодарского края.
22 августа 1953 года Штейнгартовский район был упразднён. При этом Большекозинский, Канеловский и Шкуринский сельские советы отошли к Староминскому району, а поселковый совет — к Кущёвскому району.